# Matevž Vidovšek
Matevž Vidovšek (Slovenj Gradec, 30 ottobre 1999) è un calciatore sloveno, portiere dell'Olimpia Lubiana e della nazionale slovena.

## Carriera

### Club
Approdato nel 2016 nel settore giovanile dell'Atalanta, il 9 gennaio 2018 viene ceduto a titolo temporaneo al Pescara, che lo impiega nel Campionato Primavera 2; il 19 luglio passa alla Reggina, con cui non colleziona presenze. Dopo aver trascorso una stagione in prestito da riserva all'Agia Napa nella seconda divisione cipriota, il 30 settembre 2020 viene tesserato con un biennale dall'Olimpia Lubiana; il 23 maggio 2022 rinnova fino al 2025 con il club sloveno. Dopo essersi imposto come titolare nel ruolo e aver vinto il campionato e la Coppa di Slovenia, il 1º marzo 2024 prolunga per un'ulteriore stagione con i biancoverdi.

### Nazionale
Ha giocato nelle nazionali giovanili slovene Under-16, Under-17 ed Under-18.
Ha esordito con la nazionale maggiore slovena il 19 giugno 2023, nella partita di qualificazione all'Europeo 2024 pareggiata per 1-1 contro la Danimarca.

## Statistiche

### Presenze e reti nei club
Statistiche aggiornate al 15 aprile 2024.
| Stagione               | Squadra                | Campionato             | Campionato | Campionato | Coppe nazionali | Coppe nazionali | Coppe nazionali | Coppe continentali | Coppe continentali | Coppe continentali | Altre coppe | Altre coppe | Altre coppe | Totale | Totale |
| Stagione               | Squadra                | Comp                   | Pres       | Reti       | Comp            | Pres            | Reti            | Comp               | Pres               | Reti               | Comp        | Pres        | Reti        | Pres   | Reti   |
| ---------------------- | ---------------------- | ---------------------- | ---------- | ---------- | --------------- | --------------- | --------------- | ------------------ | ------------------ | ------------------ | ----------- | ----------- | ----------- | ------ | ------ |
| 2018-2019              | Reggina                | C                      | 0          | 0          | CI-C            | 0               | 0               | -                  | -                  | -                  | -           | -           | -           | 0      | 0      |
| 2019-2020              | Agia Napa              | BK                     | 2          | -4         | CC              | 1               | -3              | -                  | -                  | -                  | -           | -           | -           | 3      | -7     |
| 2021-2022              | Olimpia Lubiana        | 1.SNL                  | 1          | 0          | CS              | 0               | 0               | UECL               | 0                  | 0                  | -           | -           | -           | 1      | 0      |
| 2022-2023              | Olimpia Lubiana        | 1.SNL                  | 27         | -18        | CS              | 4               | -3              | UECL               | 4                  | -5                 | -           | -           | -           | 35     | -26    |
| 2023-2024              | Olimpia Lubiana        | 1.SNL                  | 14         | -24        | CS              | 0               | 0               | UCL+UEL+UECL       | 6+2                | -8 + -3            | -           | -           | -           | 24     | -38    |
| Totale Olimpia Lubiana | Totale Olimpia Lubiana | Totale Olimpia Lubiana | 42         | -42        |                 | 4               | -3              |                    | 14                 | -19                |             | -           | -           | 60     | -64    |
| Totale carriera        | Totale carriera        | Totale carriera        | 44         | -46        |                 | 5               | -6              |                    | 14                 | -19                |             | -           | -           | 63     | -71    |

### Cronologia presenze e reti in nazionale
| Cronologia completa delle presenze e delle reti in nazionale ― Slovenia | Cronologia completa delle presenze e delle reti in nazionale ― Slovenia | Cronologia completa delle presenze e delle reti in nazionale ― Slovenia | Cronologia completa delle presenze e delle reti in nazionale ― Slovenia | Cronologia completa delle presenze e delle reti in nazionale ― Slovenia | Cronologia completa delle presenze e delle reti in nazionale ― Slovenia | Cronologia completa delle presenze e delle reti in nazionale ― Slovenia | Cronologia completa delle presenze e delle reti in nazionale ― Slovenia |
| Data                                                                    | Città                                                                   | In casa                                                                 | Risultato                                                               | Ospiti                                                                  | Competizione                                                            | Reti                                                                    | Note                                                                    |
| ----------------------------------------------------------------------- | ----------------------------------------------------------------------- | ----------------------------------------------------------------------- | ----------------------------------------------------------------------- | ----------------------------------------------------------------------- | ----------------------------------------------------------------------- | ----------------------------------------------------------------------- | ----------------------------------------------------------------------- |
| 19-6-2023                                                               | Lubiana                                                                 | Slovenia                                                                | 1 – 1                                                                   | Danimarca                                                               | Qual. Euro 2024                                                         | -1                                                                      |                                                                         |
| 6-9-2024                                                                | Lubiana                                                                 | Slovenia                                                                | 1 – 1                                                                   | Austria                                                                 | UEFA Nations League 2024-2025 - 1º turno                                | -1                                                                      |                                                                         |
| Totale                                                                  |                                                                         | Presenze                                                                | 2                                                                       |                                                                         | Reti                                                                    | -2                                                                      |                                                                         |

## Palmarès

### Club

#### Competizioni nazionali
- Campionato sloveno: 2

Olimpia Lubiana: 2022-2023, 2024-2025
- Coppa di Slovenia: 1

Olimpia Lubiana: 2022-2023